# Jean-Marie Lapointe
Pour les articles homonymes, voir Lapointe.
 (juillet 2014).
Si vous disposez d'ouvrages ou d'articles de référence ou si vous connaissez des sites web de qualité traitant du thème abordé ici, merci de compléter l'article en donnant les références utiles à sa vérifiabilité et en les liant à la section « Notes et références ».
Jean-Marie Lapointe est comédien, animateur, auteur, cinéaste, conférencier et sportif québécois, né le 19 mai 1966. Il est le fils de Jean Lapointe.
Il entreprend ses études collégiales au Collège André-Grasset et obtient son diplôme en 1982.

## Carrière
Jean-Marie Lapointe fait ses premiers pas comme acteur dans Épopée rock et Lance et compte. Suivront notamment Scoop, Chambres en ville, Le Vent du Wyoming, L'Homme idéal et Le 7e Round. Parallèlement, il s’installe dans le rôle d’animateur, à la barre du Club des 100 watts, d’Écoute-Moi et des Fils à Papa, en tandem avec Érick Rémy.
Il a écrit en collaboration avec sa sœur, Maryse Lapointe, un récit autobiographique intitulé Mon voyage de pêche aux éditions Stanké en 1999, réédité en 2005. Aux Éditions Libre Expression, il a publié Je ne t'oublierai pas en 2014 et à l'automne 2017, il fera paraître son troisième livre: Être face à la rue.

## Œuvres caritatives
Très impliqué socialement, Jean-Marie Lapointe supporte les causes des enfants malades, de la toxicomanie et des troubles alimentaires. Au cours des années passées, il a travaillé sur des documentaires tels que Trisomie 21, le défi Pérou, Le monde de Félix ou Joanna Comtois : l’espoir d’une petite fille extraordinaire, décédée du cancer en 2011 et qui a créé le « Fonds Espoir pour la recherche sur les cancers rares ». 
Depuis plus de treize ans, il est l'un des porte-parole du Défi sportif AlterGo, pour les personnes ayant des handicaps ou limitations.
Il s'implique auprès de la maison « l'Éclaircie », qui vient en aide aux personnes aux prises avec des troubles alimentaires et des Centres Le Grand Chemin pour adolescents qui souffrent de toxicomanie.
Jean-Marie Lapointe accorde également de son temps auprès de jeunes enfants et adolescents atteints de cancer en phase terminale, par le biais de l'organisme Leucan.  
En septembre 2018, il co-fonde le service Hymne à la vie avec la présidente de l'entreprise Un Cadeau du Ciel, Marie-Ève Chamberland.
En 2024 , Julie St-Pierre et Jean-Marie lance un documentaire Pourquoi attendre ? Celui-ci aborde le sujet des maladies chroniques.

## Filmographie
- 1989 : Lance et compte : Troisième saison (feuilleton TV) : Bob White
- 1990 : Une histoire inventée : Homme de main
- 1990 : Le Party : Gardien
- 1991 : Les Naufragés du Labrador (TV) : Forestier
- 1991 : Lance et compte : Envers et contre tous (TV) : Bob White
- 1991 : Le Choix (TV) : Whyte
- 1995 : Chambres en ville (feuilleton TV) : Nicolas
- 1994 : Le Vent du Wyoming : Johnny Bowsky
- 1996 : L'Homme idéal : Frank
- 1998 : Bouscotte (série TV) : Bégin, Dief
- 2024 : Ababouiné d'André Forcier : zouave Lapointe

## Animation télé et radio
- 1994 : Le Club des 100 watts
- 1995-1996 : Ecoute-moi (TQS)
- 1998-2000 : Les fils à papa
- 2017-... : Face à la rue[6]
- Sur Radio Ville-Marie il anime l’émission Des gens comme les autres.
- 2019-...: Fin de mois

## Implications bénévoles
- Porte-parole, avec Pénélope McQuade, des centres Le Grand Chemin, un organisme sans but lucratif dont les services entièrement gratuits s'adressent aux adolescents qui ont développé ou sont en voie de développer une dépendance à l'alcool, à la drogue et au jeu pathologique.
- Porte-parole, avec Chantal Petitclerc, de « Le Defi sportif AlterGo », un événement international qui rassemble des athlètes d’élite et de la relève de toutes les déficiences.
- Porte-parole de l'organisme L'Éclaircie situé à Sainte-Foy
- Vice-président du Fonds Espoir de la Fondation CHU Sainte-Justine.